# The Afghan Whigs
The Afghan Whigs (česky: Afghánští chrti) jsou americká rocková hudební skupina, která vznikla ve městě Cincinnati (stát Ohio, USA). Byla aktivní v letech 1986–2001, avšak v roce 2011 ohlásila obnovení činnosti. Klíčovými členy byli – a opět jsou – zpěvák a kytarista Greg Dulli, sólový kytarista Rick McCollum a John Curley (basová kytara). Mezi bubeníky se vystřídali např. Steve Earle či Michael Horrigan. Na svém vrcholu byli Afghan Whigs jednou z vůdčích kapel alternativního rocku 90. let. Stali se známými v době rozkvětu grunge rocku, ale časem se z něho vymanili. Ze skupiny hrající garážový punk rock, ve stylu kapel The Replacements, Dinosaur Jr. nebo Mudhoney, se vyvinuli v post punkovou, soulem ovlivněnou kapelu, aby se nakonec stali jednou z nejoceňovanějších skupin alternativního rocku začátku 90. let. Byli také jedněmi z prvních interpretů pocházejících z amerického indie-rockového undergroundu, kterým se dostalo podpory velkého vydavatelství.
Časopis Rolling Stone o Afghan Whigs napsal, že „v análech alternativní rockové scény 90. let byli více než jen poznámkou pod čarou“. Jejich nahrávky, jako např. Gentlemen z roku 1993, se objevují v řadě hudebními kritiky sestavených žebříčků nejlepších alb 90. let. Během 15 let fungování skupiny si zpěvák Greg Dulli získal pověst jednoho z „nejproslulejších“ frontmanů rockové hudby, zejména pro své provokativní chování a dosti temný obsah svých textů.
Ačkoli Dulli v rozhovorech často tvrdil, že skupina se po svém rozchodu v roce 2001 již znovu nedá dohromady, v roce 2012 Afghan Whigs oznámili, že svou činnost pro sérii větších koncertů obnoví.

## Historie skupiny

### Počátky a období u vydavatelství Sub Pop (1986–1992)
Skupinu The Afghan Whigs založili na konci roku 1986 v Cincinnati Greg Dulli (zpěv, rytmická kytara), Rick McCollum (sólová kytara), John Curley (basová kytara) a Steve Earle (bicí). Vznikla jako nástupkyně Dulliho předchozí kapely The Black Republicans, jejímž členem byl v pozdějším období také Curley. Ten Dulliho seznámil se svým častým spoluhráčem McCollumem, který byl na lokální scéně známý inovativním používáním efektových pedálů. McCollum a Dulli se sblížili díky společné oblibě R&B a první písní, kterou skupina zkoušela, byla předělávka songu Psychedelic Shack od The Temptations. Dulli později řekl, že Afghan Whigs chtěli být něco jako kříženec skupin the Band, the Temptations a Crazy Horse Neila Younga."
Po rozpadu skupiny The Black Republicans odjel Dulli do Arizony, kde složil polovinu materiálu, ze kterého později vznikl debut Afghan Whigs Big Top Halloween (1988), jež si skupina vydala sama na svém labelu Ultrasuede. I když vydali pouhých 1000 kopií, jedna z nich se dostala do rukou spoluzakladatele vlivného, v Seattlu působícího vydavatelství Sub Pop Jonathana Ponemana, a ten s Afghan Whigs v roce 1989 podepsal smlouvu. Původně zněla na jeden singl, což se však brzy změnilo na plnohodnotný nahrávací kontrakt.
Pro Sub Pop vydali Afghan Whigs alba Up in It (1990), Congregation (1992) a minialbum předělávek soulových písní Uptown Avondale.
Na nich se skupina posunula k novému zvuku – směsi soulu, psychedelie a punkového přístupu – který se pro ni stal typickým. Kritika si povšimla, že v tvorbě kapely se projevuje novátorská kombinace vlivů vydavatelství Stax a Motown s indie rockem. Stejně tak skupině získaly ohlas předělávky soulových písní z EP Uptown Avondale, zvláště její schopnost zesoučasnit hity soulových legend jako např. The Supremes.

### AlbumGentlemen(1993)
Na základě ohlasu, který zaznamenalo album Congregation, podepsali Afghan Whigs smlouvu s velkým vydavatelstvím Elektra Records. Jejich debut na této značce, Gentlemen, nahráli v legendárním memphiském studiu Ardent, kde vznikla alba takových interpretů jako Bob Dylan, skupin Big Star, Led Zeppelin nebo ZZ Top.
Album Gentlemen je považováno za opravdu klasickou nahrávku Afghan Whigs. Stalo se jedním z nejoceňovanějších alb roku 1993, podle takových časopisů jako např. Rolling Stone. Kritika vyzdvihovala jeho neústupné, sebemrskačské texty a rozhodný stylový odklon od grungeového zvuku ztělesňovaného skupinami jako Nirvana nebo Mudhoney. S odstupem času je deska Gentlemen považována za jedno z nejlepších alb éry 90. let. Bylo také komerčně nejúspěšnějším titulem skupiny, skladby Debonair a Gentlemen pravidelně hrála MTV, americká studentská rádia (v Čechách pak pražské Rádio 1) a jeden z klíčových songů Fountain and Fairfax byl použit v televizním seriálu My So-Called Life z roku 1994. Dalším silným momentem byla píseň My Curse, kterou nazpívala Marcy Mays ze skupiny Scrawl, údajně proto, že text skladby byl pro Dulliho příliš osobní na to, aby ho zpíval sám.

### Období kolem alba Black Love (1996)
Po skončení propagace alba Gentlemen se Greg Dulli a Afghan Whigs podíleli na soundtracku k filmu Teda Demmeho Nádherný holky (1996). Na soundtrack přispěli předělávkami dvou písní, „Be For Real“ od Fredericka Knighta a „Can't Get Enough of Your Love, Babe“ od Barryho Whitea a ve filmu si také zahráli barovou kapelu v cameo roli. Dulli je také kromě Davea Grohla jediným hudebníkem, který se objevil na debutovém albu Grohlovy skupiny Foo Fighters.
Od dubna 1995 skupina začala pracovat na pátém studiovém počinu vydaném v roce 1996 pod názvem Black Love. Nahrávání proběhlo ve studiích v Seattlu a Memphisu, s novým členem Paulem Buchignanim, který na místě bubeníka nahradil Stevea Earleho.[39] Ambiciózní album obsahuje klasické písně Afghan Whigs jako např. hymnickou skladbu Faded[40] a jako celek je ovlivněné temnými tématy filmů noir.
Ačkoli i předchozí alba se zabývala alkoholem prosáklými obsesemi, tajemstvími a strádáním, Black Love vkročilo do ještě temnějších, omšelejších a složitějších částí Dulliho osobnosti. Jeho obsese týkající se témat jako vražda a paranoia je tu s nasazením dotažena do logického konce. Sám Dulli poznamenal, že písně tvoří konceptuální rámec podobný struktuře filmu a že byl ovlivněn dílem noirového spisovatele Jamese Ellroye či neo-noirovými filmy jako Blood Simple od bratří Coenů. Mezi dalšími vlivy byly kromě různých „pulp fiction“ románů např. osudy zpěváka skupiny the Temptations Davida Ruffina (v písni Blame, Inc.). Úvodní skladba Crime Scene Part One pak byla údajně ovlivněna příběhem v té době ještě nezfilmovaného scénáře k filmu The Million Dollar Hotel.
Komerčně se albu příliš nedařilo, dostalo se nejvýše na 79. místo žebříčku Billboard Top 200. Kritika ocenila, že se nahrávce konečně podařilo studiově zachytit sílu živých vystoupení skupiny, bohaté a zároveň funkem prodchnuté aranže si vysloužily přirovnání k Rolling Stones v jejich nejlepším období v 70. letech a znovu byla také vyzdvihována odlišnost kapely od jejích současníků a její obliba postupů používaných v černošské hudbě. Na podporu alba Black Love skupina rozsáhle koncertovala, mimo jiné jako předkapela Neila Younga.

### Neshody s vydavatelskou společností a album 1965
Komerční neúspěch alba Black Love přinesl neshody s vydavatelskou společností Elektra a následné ukončení spolupráce a podepsání smlouvy na další album se společností Sony/Columbia. Album 1965, pojmenované podle roku, v němž se Dulli i Curley narodili, bylo nahráno po roční pauze v New Orleans[57], ve slavném studiu Daniela Lanoise.[58] Stalo se tak po roční pauze, ve které se Dulli věnoval svému novému projektu The Twilight Singers.[51]
I toto album bylo ovlivněno filmem noir a např. také drsnými slovními hříčkami rapperů jako Nas[59]. Recenzenti přijali nahrávku pozitivně,[60] vyzdvihujíc zvláště trvající oblibu kapely ve směšování rocku a soulu.[61] Kromě vlastního turné vystupovali Afghan Whigs také jako předkapela Aerosmith.[52] Po jednom z koncertů, v texaskémAustinu, se Dulli dostal do fyzického střetu s ochrankou a utrpěl frakturu lebeční kosti. Naštěstí se však rychle zotavil a za dva měsíce se Afghan Whigs na turné vrátili. V jeho rámci navštívili i Prahu, 30. března 1999 hráli v Paláci Akropolis.

### Rozchod
V roce 2001 se skupina rozešla. Tiskové prohlášení zmiňovalo geografickou vzdálenost členů a rodinné povinnosti, které členům znemožňovaly tvořit další materiál. V následných rozhovorech Dulli upřesnil, že kapela ukončila činnost v přátelském duchu, a že nemusí nutně jít o „oficiální rozchod.“

### Obnovení činnosti
V roce 2006 nahráli dvě nové písně (I’m A Soldier a Magazine) na retrospektivní album Unbreakable: A Retrospective 1990–2006, vydané v červnu 2007.[65][6] V prosinci 2011 pak pořadatelé festivalu All Tomorrows Parties oznámili, že Afghan Whigs se znovu dají dohromady a v květnu 2012 zahrají na jejich akcích v Londýně a v září pak v Ashbury Parku v New Jersey.[66] Zanedlouho pak byla oznámena i účast na festivalech Primavera[67] a Lollapalooza[68][69] a také velké samostatné turné kapely, na němž nechybí ani srpnová zastávka v Pražském Lucerna Music Baru.
První koncert obnovených Afghan Whigs se uskutečnil v květnu 2012 v newyorském klubu Bowery Ballroom. Vzbudil nadšené reakce. Recenzent časopisu Spin pak napsal „spíše než jako nekomplikovaný nostalgický výlet tento jejich první koncert od rozchodu působil jako připomenutí problémů, které si už – snad selektivně – nepamatujeme. ... Od prvních tónů písně Crime Scene, Part One bylo přítomno staré známé drama, napětí, emocionální zraněnost a selhání, a to velmi citelně, až fyzicky, a stejně hmatatelná byla i úleva z toho, že žádný z nás už dnes v tak mizerném stavu není.“

### Témata textů
Už od prvního alba skupiny je z tvorby Grega Dulliho patrná opakující se přítomnost určitých témat, např. mísení černého humoru a temných námětů, jako jsou závislost na drogách, jejich užívání či sebevražedné myšlenky. Časté používání první osoby pak texty činí ještě osobnějšími a provokativnějšími. Klasické písně Afghan Whigs se také často zabývají rozborem soubojů o moc, ke kterým dochází ve vztazích. Zvláště album Gentlemen bývá zmiňováno pro své upřímné a znepokojivé zkoumání mužských stereotypů a očekávání, včetně témat jako jsou sadomasochismus a odcizení.
Písně Afghan Whigs také prozrazují Dulliho fascinaci zápornými hrdiny a soucit s nimi, což on sám připisuje mimo jiné důležitému rozhovoru, který v dětství vedl se svým dědečkem. Řekl: „pamatuji si, jak jsem se jako dítě díval na jeden film o indiánech a kovbojích a držel jsem palce kovbojům... Děda se mě zeptal proč a já odpověděl, „protože oni jsou ti dobří.“ A on mi vysvětlil, že indiáni bojovali za svou zem, kterou se jim kovbojové snažili ukrást. Potom řekl něco, co jsem nikdy nezapomněl: „dobří lidé nejsou pořád dobří a špatní lidé nejsou pořád špatní.“ A téhle šedé zóně jsem od té doby nepřestal věnovat pozornost, myšlence, že i svatí mohou poklesnout a hříšníci mohou dosáhnout transcendence.“

### Předělávky písní
Coververze, které Afghan Whigs nahráli, jsou skoro stejně dobře známé jako jejich původní materiál. Zvláště pak jejich volné interpretace soulových a R&B písní, které znali ze svého mládí. Avšak písně jejichž coververze natočili, nebyly nikdy žánrově omezeny a už od svých začátků hrávali na koncertech songy jako Cocksucker Blues od Rolling Stones či Like A Hurricane od Neila Younga[92] stejně jako slavné písně od The Supremes,[47] Prince,[93] PJ Harvey, The Fugees nebo TLC.[94] Na albu Congregation po svém předělali skladbu The Temple z muzikálu Jesus Christ Superstar[95] a na živo také odehráli kompletní album The Wall od Pink Floyd.[96][97] Po svém znovuobnovení v roce 2012 nahráli předělávku písně soulové zpěvačky Marie „Queenie“ Lyons z roku 1970 See and Don’t See[98] nebo coververzi písně Love Crimes od současného interpreta R&B vystupujícího pod jménem Frank Ocean.[99]

### Další projekty
- Dulli také spolupracuje s Markem Laneganem v rámci jejich projektu The Gutter Twins, s nímž vydali album Saturnalia (2008), EP Adorata (2008) s coververzemi a rozsáhle koncertovali.
- Dulli nadále nahrává a koncertuje se svou personálně se proměňující skupinou The Twilight Singers a také jako sólový hudebník.
- Curley je basovým kytaristou skupiny Fists of Love[103]
- McCollum je kytaristou, zpěvákem a autorem hudby kapely Moon Maan[104]
- Horrigan hraje na basovou kytaru s Brendanem Bensonem
- Earle skládá hudbu, zpívá a hraje na kytaru ve skupině Earle Grey

## Diskografie
- Big Top Halloween (1988)
- Up in It (1990)
- Congregation (1992)
- Uptown Avondale EP (1992)
- Gentlemen (1993)
- Black Love (1996)
- 1965 (1998)
- Do to the Beast (2014)
- In Spades (2017)